# Sant Cosme de València d'Àneu
Sant Cosme de València d'Àneu és una capella del poble de València d'Àneu, en el terme municipal d'Alt Àneu, a la comarca del Pallars Sobirà. Pertanyia a l'antic terme de València d'Àneu.
Està situada uns 350 metres a l'est-sud-est del poble, en el camí que uneix València d'Àneu amb el seu castell. Aproximadament en aquest lloc hi hagué el poble vell de València d'Àneu, del qual podria haver estat l'església.